# Ngô Văn
Dans ce nom, le nom de famille, Ngô, précède le nom personnel.
Ngô Văn, né en 1913 près de Saïgon et mort à Paris le 1er janvier 2005, de son nom complet Ngô Văn Xuyết, est un écrivain et militant trotskiste vietnamien.

## Biographie
Né dans le village de Tân Lộ, près de Saïgon, Ngô Văn participe, à partir des années 1920, à la lutte anticoloniale dans les rangs du mouvement trotskiste, qui, contrairement à la mouvance pro-soviétique dirigée par Hồ Chí Minh, accordait plus d'importance au combat de classe qu'au combat nationaliste. 
Ngô Văn a décrit le Viêt Nam de sa jeunesse dans Viêt Nam 1920-1945. Révolution et contre-révolution sous la domination coloniale, et a relaté sa vie militante et mouvementée en Indochine dans Au pays de la cloche fêlée, tribulations d’un Cochinchinois à l’époque coloniale. Il y évoque son enfance, ses activités de militants et sa rencontre avec Nguyễn An Ninh, comme lui militant anticolonialiste et créateur du journal La Cloche fêlée qui parut de 1923 à 1926 à Saïgon, et dont le titre évoquait le poème de Baudelaire sur le mal-être.
Après avoir été en butte à la répression de l'appareil colonial, Ngô Văn est menacé par ses adversaires politiques du Việt Minh. Après 1945, les trotskistes vietnamiens, qui avaient acquis une certaine importance, sont en effet massacrés par les staliniens. Réfugié en France en 1948, il devient ouvrier électricien chez Simca à Nanterre, puis connaît diverses tribulations qu'il conte dans Au pays d'Héloïse, avant de travailler comme technicien chez Jeumont-Schneider, tout en écrivant et en militant avec Maximilien Rubel au sein du Groupe communiste de conseils et à Informations et correspondances ouvrières, puis à Échanges et mouvement.
Ngô Văn est diplômé de l'École des hautes études et est docteur en histoire des religions.

## Œuvres
- Divination, magie et politique dans la Chine ancienne. 1976
- Viêt Nam 1920-1945. Révolution et contre-révolution sous la domination coloniale, L'Insomniaque, 1996, rééd. Nautilus, 2000[7]
- Au pays de la cloche fêlée, tribulations d’un Cochinchinois à l’époque coloniale, L'Insomniaque, 2000 extraits
  - (de) Im Land der gesprungenen Glocke. Die Leiden Indochinas in der Kolonialzeit. dir., postface Tilman Vogt, Christoph Plutte. Série Zeugnisse & Dokumente. Trad. Daniel Fastner. Matthes & Seitz, Berlin 2018
- Utopie antique et Guerre des paysans en Chine. Le chat qui pêche, 2004
- Au pays d'Héloïse, L'Insomniaque, 2005
- Le joueur de flûte et l'Oncle Hô : Viêt-nam 1945-2005, Paris-Méditerranée, 2005

### En collaboration
- Contes d'autrefois du Viêt-nam, en collaboration avec Hélène Fleury, bilingue, français-vietnamien, You Feng, 2001